# Hamid Barole Abdu
Hamid Barole Abdu (* 10. Oktober 1953 in Asmara) eritreischer Schriftsteller.
Er studierte Literatur in Eritrea, bevor er 1974 nach Modena ging. Er hat als kultureller Experte gearbeitet und mehrere Artikel über Migration veröffentlicht.

## Werke
- Eritrea: una cultura da salvare. Ufficio Stampa del Comune di Reggio Emilia, 1986.
- Akhria - io sradicato poeta per fame. Libreria del Teatro, Reggio Emilia 1996.
- Sogni ed incubi di un clandestino. AIET, Udine 2001, ISBN 88-88090-72-X.
- Seppellite la mia pelle in Africa. Artestampa, Modena 2006, ISBN 88-89123-24-9.
- Childhood in War, Blood and Violence. Idda, 2017, ISBN 978-1-979623-58-2.
- Genocide in Rwanda: Testimonies of Survivors. Idda, 2017, ISBN 978-1-978196-43-8.